# Pro-verbe
Pour l’article ayant un titre homophone, voir Proverbe.
En grammaire, un pro-verbe (orthographié avec un trait d'union pour le distinguer de l'homophone proverbe) est un verbe qui peut s'employer pour représenter le contenu notionnel d'un autre verbe, de la même manière qu'un pronom s'emploie pour remplacer un nom. On parle aussi de verbe vicaire, au sens étymologique de vicaire, « remplaçant », ou de verbe substitut.
Ainsi en français, le verbe faire est fréquemment utilisé en tant que pro-verbe.
ex. : Il travaille plus qu'il ne faisait l'an dernier.

## Sources
- L. Arrivé, F. Gadet, M. Galmiche, La grammaire aujourd'hui, Guide alphabétique de linguistique française, Flammarion, 1986